# Jacobi Roland
Jacobi Roland, Beszterczey-Jacobi Roland (Besztercebánya, 1893. március 9. – Budapest, 1951. május 22.) négyszeres világbajnok magyar asztaliteniszező, teniszező, sportvezető.
1913-ig az MTK utána a BBTE (Budapesti Budai Torna Egylet) asztaliteniszezője és teniszezője volt. Kiemelkedő eredményeket asztaliteniszezésben ért el. 1925-től 1928-ig szerepelt a magyar válogatottban. Az 1926-ban Londonban rendezett első asztalitenisz világbajnokságon egyesben, Pécsi Dániellel férfi párosban és a magyar csapat tagjaként is világbajnoki címet szerzett. Ugyanezen a világbajnokságon az angol G. Gleesonnal vegyes párosban ezüstérmet nyert. Az 1928. évi stockholmi világbajnokságon Mechlovits Zoltánnal párosban a harmadik helyen végzett.
A stockholmi világbajnokság után visszavonult az aktív sportolástól és a BBTE teniszszakosztályának elnöke, később az egyesület alelnöke lett.

## Főbb művei
- Ping-pong játék (Franklin Sportkönyvtár sorozat, szerkesztő: Lauber Dezső – Budapest, 1926)

## Sporteredményei
- négyszeres világbajnok
  - 1926, London:
    - egyes
    - férfi páros (Pécsi Dániel)
    - csapat (Kehrling Béla, Mechlovits Zoltán, Pécsi Dániel)

  - 1928, Stockholm:
    - csapat (Bellák László, Glancz Sándor, Mechlovits Zoltán, Pécsi Dániel)
- világbajnoki 2. helyezett:
  - 1926, London: vegyes páros (G. Gleeson)
- világbajnoki 3. helyezett:
  - 1928, Stockholm: férfi páros (Mechlovits Zoltán)
- hatszoros magyar bajnok
  - egyes: 1909, 1910
  - férfi páros: 1909–1911
  - vegyes páros: 1925